# Time Freak (2011)
Time Freak ist ein US-amerikanischer Kurzfilm von Andrew Bowler aus dem Jahr 2011. Der Film wurde für einen Oscar 2012 in der Kategorie Bester Kurzfilm nominiert.

## Handlung
Stillman und Evan sind Zimmerkollegen, jedoch war Stillman seit drei Tagen nicht zu Hause, also sucht Evan ihn in seinem Labor. Stillman hat gerade eine Zeitmaschine fertiggestellt, an der er arbeitete, jedoch verhält sich die Zeitmaschine komisch. Es stellt sich heraus, dass er die Ereignisse des Vortages wiederholt hat, um sein Verhalten gegenüber einer Frau und in einer Wäscherei zu perfektionieren.

## Hintergrund
Die Zeitreise-Komödie wurde von Filmen wie Primer und Zurück in die Zukunft inspiriert.
Andrew Bowler und Gigi Causey entschieden sich, den Film zu produzieren, nachdem sie heirateten. Dazu verwendeten sie 25.000 US-Dollar, die sie eigentlich zum Kauf eines Appartements in New York gespart hatten. Der Film wurde von mehreren Filmfestivals abgelehnt, beispielsweise vom Sundance Film Festival, vom Telluride Film Festival und vom Tribeca Film Festival. Die Einreichung bei der Academy of Motion Picture Arts and Sciences führte jedoch zu einer Nominierung für einen Oscar 2012.

## Neuverfilmung
Andrew Bowler verfilmte die Idee erneut in Spielfilmlänge. Die Umsetzung mit Sophie Turner und Asa Butterfield in den Hauptrollen erschien in Deutschland 2018 unter dem Titel Zurück zu dir – Eine zweite Chance für die Liebe.